# Achroomyces
Achroomyces är ett släkte av svampar. Enligt Catalogue of Life ingår Achroomyces i familjen Platygloeaceae, ordningen Platygloeales, klassen Pucciniomycetes, divisionen basidiesvampar och riket svampar, men enligt Dyntaxa är tillhörigheten istället familjen Saccoblastiaceae, ordningen Platygloeales, klassen Teliomycetes, divisionen Teliomycota och riket svampar.
| Achroomyces | \| \| Achroomyces arrhytidiae \| \| \| \| \| \| Achroomyces micrus \| \| \| \| \| \| Achroomyces insignis \| \| \| \| \| \| Achroomyces henricii \| \| \| \| \| \| Achroomyces pachysterigmata \| \| \| \| \| \| Achroomyces lumbricifer \| \| \| \| |
|             | \| \| Achroomyces arrhytidiae \| \| \| \| \| \| Achroomyces micrus \| \| \| \| \| \| Achroomyces insignis \| \| \| \| \| \| Achroomyces henricii \| \| \| \| \| \| Achroomyces pachysterigmata \| \| \| \| \| \| Achroomyces lumbricifer \| \| \| \| |
|             | Platygloea |
|             | |
|             | Glomopsis |
|             | |
|             | Glomospora |
|             | |
|             | Insolibasidium |
|             | |
|             | Achroomyces arrhytidiae |
|             | |
|             | Achroomyces micrus |
|             | |
|             | Achroomyces insignis |
|             | |
|             | Achroomyces henricii |
|             | |
|             | Achroomyces pachysterigmata |
|             | |
|             | Achroomyces lumbricifer |
|             | |

|  | Achroomyces arrhytidiae     |
|  |                             |
|  | Achroomyces micrus          |
|  |                             |
|  | Achroomyces insignis        |
|  |                             |
|  | Achroomyces henricii        |
|  |                             |
|  | Achroomyces pachysterigmata |
|  |                             |
|  | Achroomyces lumbricifer     |
|  |                             |